# Distretto di Hermagor
Il distretto di Hermagor (in tedesco Bezirk Hermagor) è uno dei distretti dell'Austria situato nel Land della Carinzia.

## Geografia antropica
|  | - 3 Hermagor-Pressegger See - 4 Kirchbach - 5 Kötschach-Mauthen - 1 Dellach - 2 Gitschtal - 6 Lesachtal - 7 Sankt Stefan im Gailtal |